# Bleu de Termignon

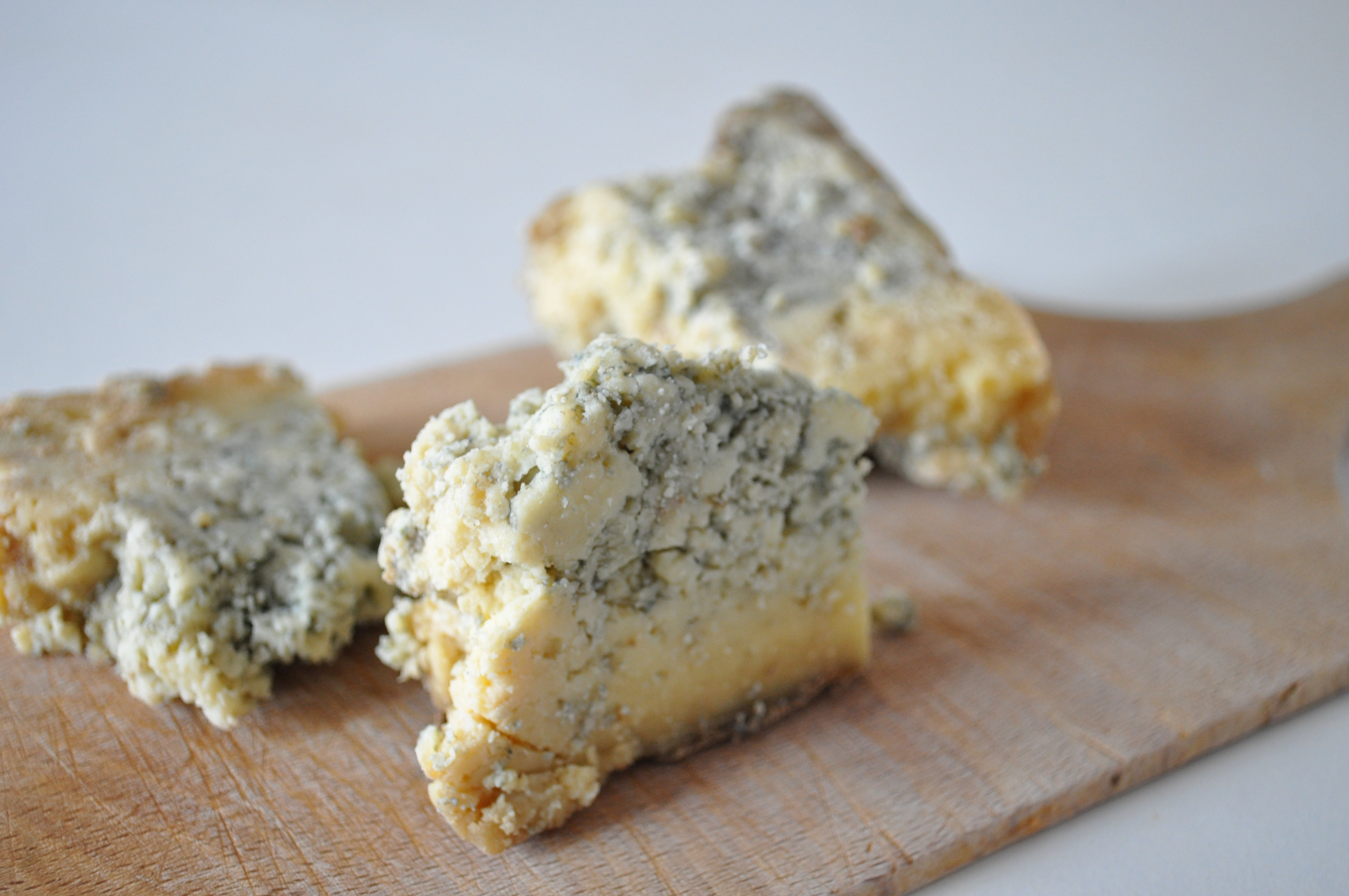
Einige Stücke Bleu de Termignon

Der Bleu de Termignon (auch Bleu du Mont-Cenis oder Bleu de Bessans) ist ein französischer Blauschimmelkäse aus dem Département Savoie in der Region Auvergne-Rhône-Alpes, der ausschließlich auf Almen im Parc National de la Vanoise hergestellt wird.

## Geschichte
Spätestens um die Mitte des achtzehnten Jahrhunderts beginnt die Herstellung von Blauschimmelkäsen in Savoyen, zunächst in Haute-Maurienne, später auf Almwiesen der Mont Cenis Valloire und schließlich in Termignon.

## Herstellung
Der Bleu de Termignon ist ein fermier-Käse, der zwischen Juni und September auf den Almen oberhalb Termignon in über 2000 m Höhe aus der Rohmilch von Abondance- und Tarenteser-Rindern hergestellt wird. Es gibt nur noch einige Senner, die jährlich lediglich ein paar hundert Käse nach überlieferten Methoden produzieren. Die Größe der Herde, die sich nur von Gräsern und Blüten ernährt, liegt bei etwa sechzig Tieren.
Die Herstellung des Käses ist altüberliefert: zwei unterschiedlich alte Käsebrüche werden zerkleinert und miteinander vermischt. Ein Käsebruch ist einen Tag alt, der Andere drei Tage ("caillé aigre"). Diese Mischung wird in eine mit einem Tuch aus Leinengaze ausgeschlagene runde Kiefernholzform gefüllt und von Hand gepresst. In den nachfolgenden Tagen wird der Käse noch weitere Male gepresst. Dabei wird das Leinentuch jedes Mal gewechselt. Nach dem Abscheiden der Molke wird der Käse zunächst 8 bis 10 Tage in einen 15 °C warmen Raum namens "chambre des bleus" gelagert, bevor er zur weiteren Reifung ("affinage") im Reifekeller bei 11 °C gelagert wird.  Anders als bei den meisten Blauschimmelkäsen entsteht der Blauschimmel beim Termignon natürlich und wird nicht künstlich durch die Beigabe von Penicillin herbeigeführt. Hierdurch entwickelt sich der Blauschimmel innerhalb des Laibes viel langsamer und wesentlich unregelmäßiger. Während einer Reifezeit von vier bis fünf Monaten, in der die Käselaibe regelmäßig gewendet, gebürstet und gesalzen werden, entwickelt sich das charakteristische Aroma. Nicht jeder Käse entwickelt die blaue Farbe, die man von einem Blauschimmelkäse erwarten würde. Jeder vom Hersteller nummerierte Käse hat ein Gewicht von etwa 7 kg, einen Durchmesser von 30 cm sowie einen Fettgehalt von 50 %.

## Aussehen und Geschmack
Die Rinde ist orange-braun und ähnelt in Aussehen und Härte einem Stein. Der Teig ist von leicht bröckeliger Konsistenz. Der Käse ist von hervorragender Qualität, naturbelassen und ungewürzt. Sein Geschmack ist nussig, süßsäuerlich, fruchtig mit einem Aroma von Alpenblumen.
Zu einem Bleu de Termignon bietet sich als Wein eine Elsässer Trockenbeerenauslese oder ein Rivesaltes Grand Cru an.